# Миколаївка (Волгоградська область)
Миколаївка (рос. Николаевка) — хутір у Єланському районі Волгоградської області Російської Федерації.
Населення становить 220 осіб. Входить до складу муніципального утворення Большевицьке сільське поселення.

## Історія
Хутір розташований у межах українського історичного та культурного регіону Жовтий Клин.
Згідно із законом від 24 грудня 2004 року № 980-ОД органом місцевого самоврядування є Большевицьке сільське поселення.

## Населення
| 2010 |
| ---- |
| 220  |